# Soul Love (spAedの曲)
『Soul Love』（ソウル・ラブ）はspAedの2枚目のシングル。

## 内容
テレビ朝日系『NBA FAST BREAK』エンディングテーマで事実上のラストシングル。表題曲・カップリング共にラストアルバム『Physique』に収録されているが、カップリングの「You are my only sunshine」はアルバム・バージョンとして収録している。

## 批評
CDジャーナルはカップリングを「音はアイルランド系を思わせるようなせつなげな曲」と評した。

## 収録曲
1. Soul Love
作詞：広瀬さとし　作曲：片山景詞　編曲：spAed
2. You are my only sunshine
作詞：広瀬さとし　作曲：ERIC ZAY　編曲:spAed